# بييت فان دير والت
بييت فان دير والت (بالإنجليزية: Piet van der Walt)‏ هو فلاح وشخصية أعمال وسياسي ناميبي، ولد في 14 يناير 1966 في ناميبيا. حزبياً، نشط في سوابو. وقد انتخب عضو الجمعية الوطنية الناميبية.